# Eryngium macrocalyx
Eryngium macrocalyx là một loài thực vật có hoa trong họ Hoa tán. Loài này được Schrenk mô tả khoa học đầu tiên năm 1841.